# Belokàmenskoie
Belokàmenskoie (en rus: Белокаменское) és un poble de Kabardino-Balkària, a Rússia, que el 2019 tenia 606 habitants. Pertany al districte rural de Zalukókoaje.